# Therje Henriksson
Therje Henriksson (ur. 28 maja 1946 w Värnamo) – szwedzki żużlowiec, ojciec Andersa Henrikssona – również żużlowca.
Złoty medalista młodzieżowych indywidualnych mistrzostw Szwecji (Gislaved 1965). Dwukrotny brązowy medalista mistrzostw Szwecji par klubowych (1969, 1971). Trzykrotny medalista drużynowych mistrzostw Szwecji: dwukrotnie srebrny (1971, 1972) oraz brązowy (1981). Wielokrotny finalista indywidualnych mistrzostw Szwecji (najlepszy wynik: Göteborg 1969 – VII miejsce).
Reprezentant Szwecji na arenie międzynarodowej. Wielokrotny uczestnik eliminacji indywidualnych mistrzostw świata (najlepszy wynik: Visby 1969 – VIII miejsce w półfinale skandynawskim).
W lidze szwedzkiej reprezentował barwy klubu Lejonen Gislaved (1966–1977, 1981, 1983–1984), natomiast w brytyjskiej – King’s Lynn Stars (1967).